# NGC 406
NGC 406 је спирална галаксија у сазвежђу Тукан која се налази на NGC листи објеката дубоког неба.
Деклинација објекта је - 69° 52' 34" а ректасцензија 1h 7m 24,4s. Привидна величина (магнитуда) објекта NGC 406 износи 12,3 а фотографска магнитуда 13,0. Налази се на удаљености од 20,177 милиона парсека од Сунца. NGC 406 је још познат и под ознакама ESO 51-18, IRAS 01057-7008, PGC 3980.